# Słoweński Legion
Słoweński Legion (sł. Slovenska legija) – słoweńska formacja zbrojna podczas II wojny światowej.
Legion został utworzony jeszcze podczas najazdu Niemiec na Jugosławię w kwietniu 1941 r. Na jego czele stał Marko Natlačen, b. przywódca katolickiej Słoweńskiej Partii Ludowej. Członkowie Legionu pomagali wojskom niemieckim w rozbrajaniu pobitej armii jugosłowiańskiej w nadziei powołania niepodległej Słowenii. Po rozpoczęciu okupacji Legion nie został rozwiązany, pełniąc później funkcje pomocnicze wobec włoskich sił okupacyjnych. Latem 1942 r. liczył ok. 6-7 tys. ludzi.